# Мола, Гаспаро
Гаспаро Мола, Гаспаро Моло, по прозванию «Ломбардский Челлини» (итал. Gasparo Mola, Gasparo Molo, Moli, dal Molo, detto il Cellini lombardo; 1571, Комо — 26 января 1640, Рим) — итальянский художник-медальер, ювелир, «золотых дел мастер» (итал. battere metalli — «златокузнец»), скульптор и оружейник. Mежду 1625 и 1639 годами был мастером Папского монетного двора в Риме (Maestro della Zecca pontificia a Roma). Имел лестное прозвание — Ломбардский Челлини (il Cellini Lombardo) — в честь выдающегося итальянского скульптора и ювелира Бенвенуто Челлини.

## Биография
Мастер родился в Бреглии, близ Комо в Ломбардии, по одной версии в 1571 году, по другой — около 1567 года, в семье Донато, уроженца Бреглии, и Изабеллы Барелли.
Основы ювелирного искусства он получил, вероятно, в семье, и его первые работы были идентифицированы в районе Комо: Урна Вольпи (l’Urna Volpi), по фамилии заказчицы, из серебра, датированная 1586 годом и подписанная инициалами «G.M.» (хранится в Соборе Комо); серебряный крест-реликварий, подписанный и датированный 1592 годом.
После 1595 года он переехал в Турин по приглашению герцога Савойского Карла Эммануила I, чтобы стать медальером и заняться покупкой и продажей антиквариата. Затем переехал в Милан, где, вероятно, продолжил своё художественное образование в школе Леоне Леони и где приобрёл опыт и известность в ювелирном деле и в искусстве резца. Между 1609 и 1611 годами Мола вернулся во Флоренцию по приглашению великого герцога Фердинандо I Медичи, чтобы работать мастером гравюр и монет, а затем занимал должность главного гравёра Флорентийского монетного двора и помощника в городской Оружейной мастерской (all’armeria del Comune). Приобрёл известность тем, что изготовил несколько скульптурных Распятий, взяв за основу произведение Джамболоньи.
Мастер приобрёл известность благодаря сделанным им медалями в память о бракосочетании и восшествии на престол великого герцога Тосканы Козимо II Медичи в 1609 году. В последующие годы он чеканил медали для герцогского двора в Мантуе. Его дальнейшее пребывание в Тоскане, по-видимому, прервалось по причине интриг. Около 1623 года Гаспаро Мола переехал в Рим, где спустя два года стал мастером Папского монетного двора вместо миланца Джакомо Антонио Моро, умершего в 1625 году. Здесь он изготовил множество монет и медалей по заказам римских пап Урбана VIII, Иннокентия X и Александра VII. Его последние работы датируются 1664 годом. Гаспаро Мола ввёл ранее не зарегистрированный обычай гравировать своё имя на монетах (G.M — G.MOL — GAS.MOL).
Об известности мастера свидетельствует его терракотовый бюст, созданный около 1630 года Алессандро Альгарди и хранящийся в Эрмитаже в Санкт-Петербурге (иллюстрация в карточке статьи).
Поскольку кажется странным, что Моло в возрасте восьмидесяти четырёх лет ещё продолжал трудиться с неослабевающей силой, считается, что другой художник того же имени, возможно, его сын, продолжил работу Гаспаро. Но более вероятно, что Гаспаро основал школу в Риме и что его гравёры работали по его указаниям и в его стиле, но продавали свои работы под его именем и с его подписью. Медали и ювелирные изделия Гаспаро и его учеников в в стилевом отношении относят к маньеризму.
Племянник мастера Гаспаре Мороне-Мола (? —1669) был гравёром на монетных дворах Мантуи и Рима, сотрудничал со своим дядей в Риме и унаследовал от него мастерскую с инструментами и материалами. Он официально занял свой пост на Папском монетном дворе в 1640 году.
Под фамилией Мола, или Моле, в истории искусства встречается множество других мастеров. Так, известен полный тёзка итальянского ювелира — лепщик-декоратор немецкого барокко Гаспаре Мола (ок. 1684—1746), родом из Италии, но работавший в Швабии.
Под такой же фамилией в Риме в семнадцатом веке работали многие мастерa из Тичино, в том числе другой Пьер Франческо Мола, однако их родственные отношения не задокументированы.

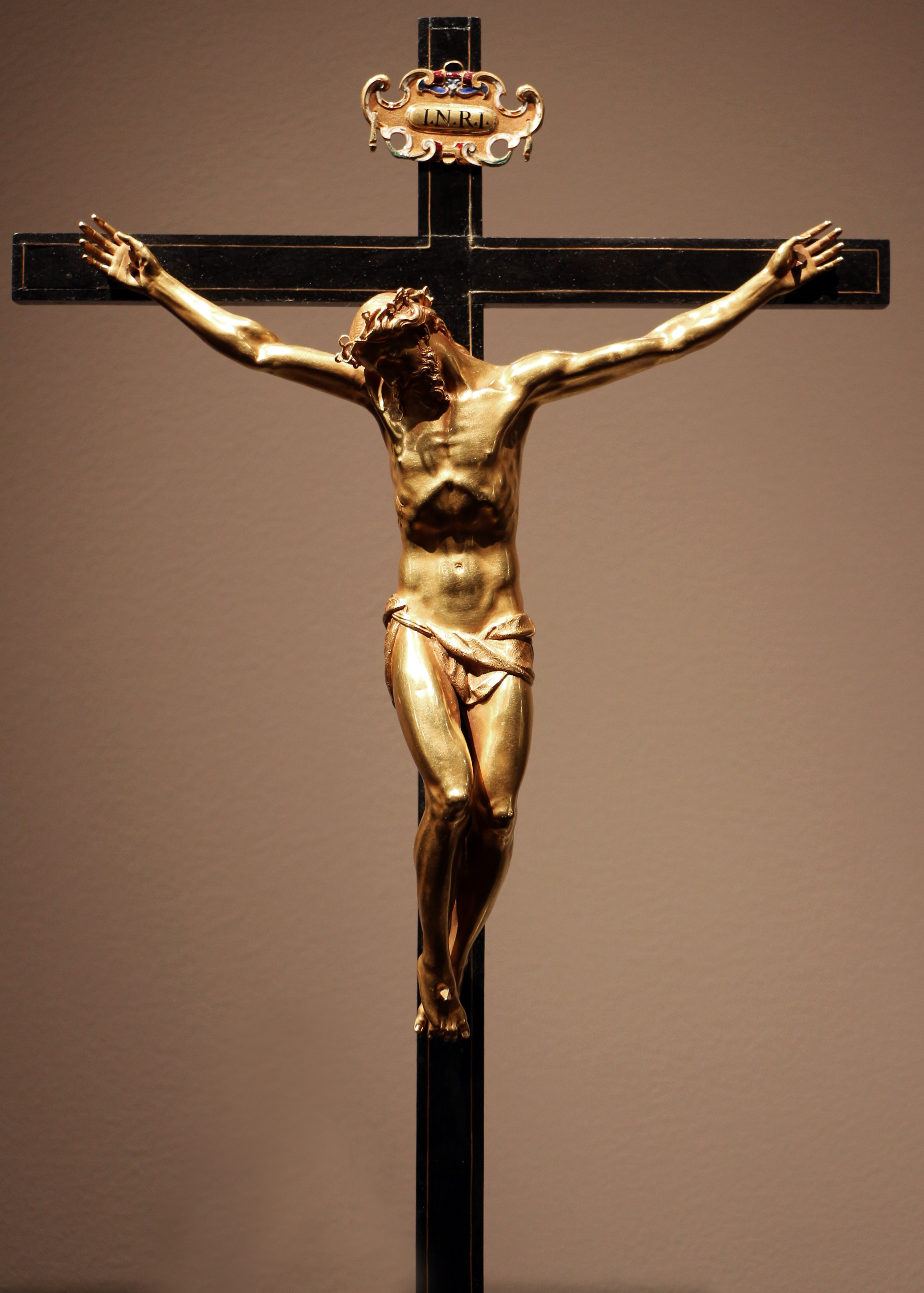
Распятие. По модели Джованни да Болонья (Джамболоньи). Бронза
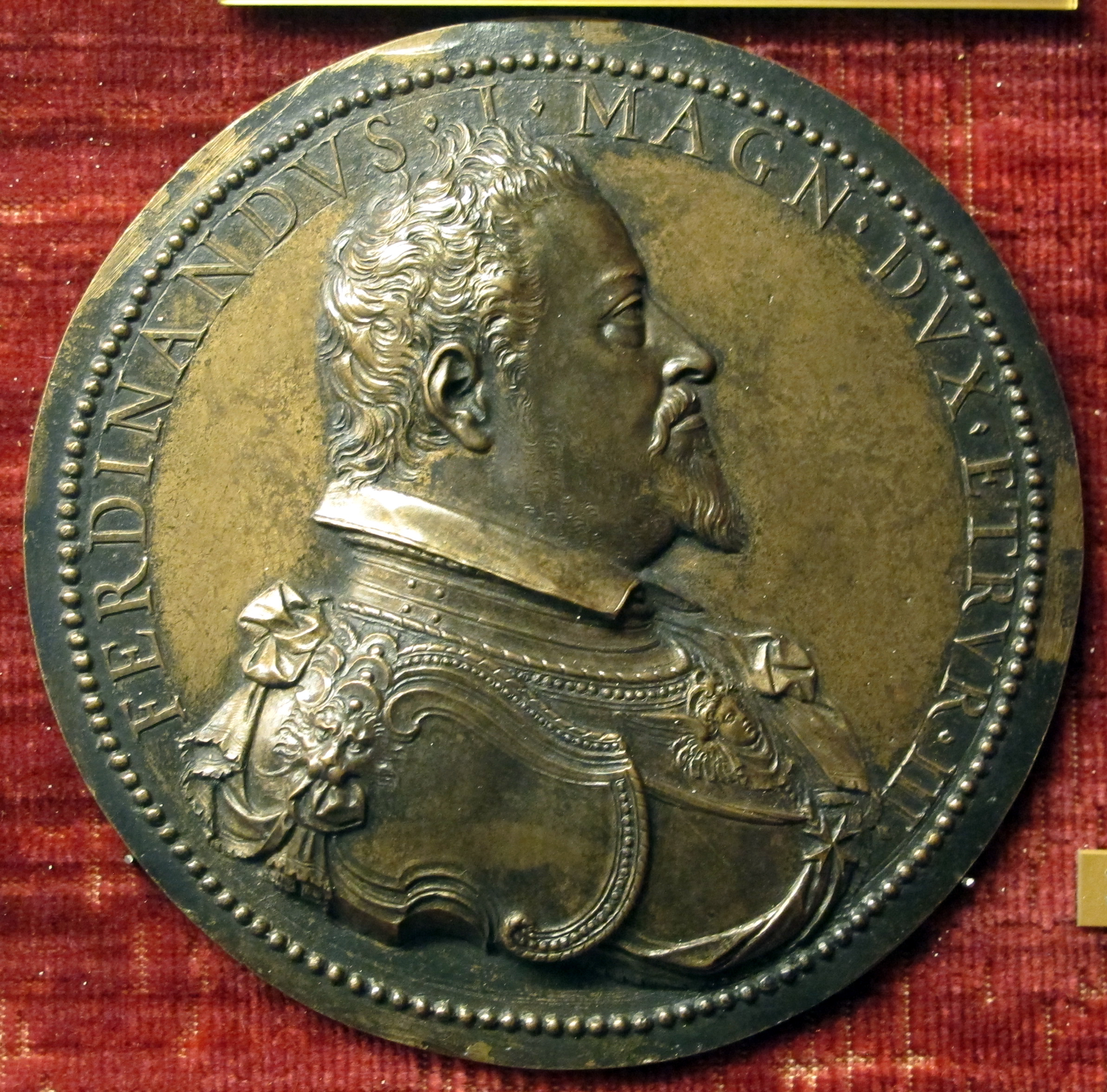
Фердинандо I Медичи. Медаль
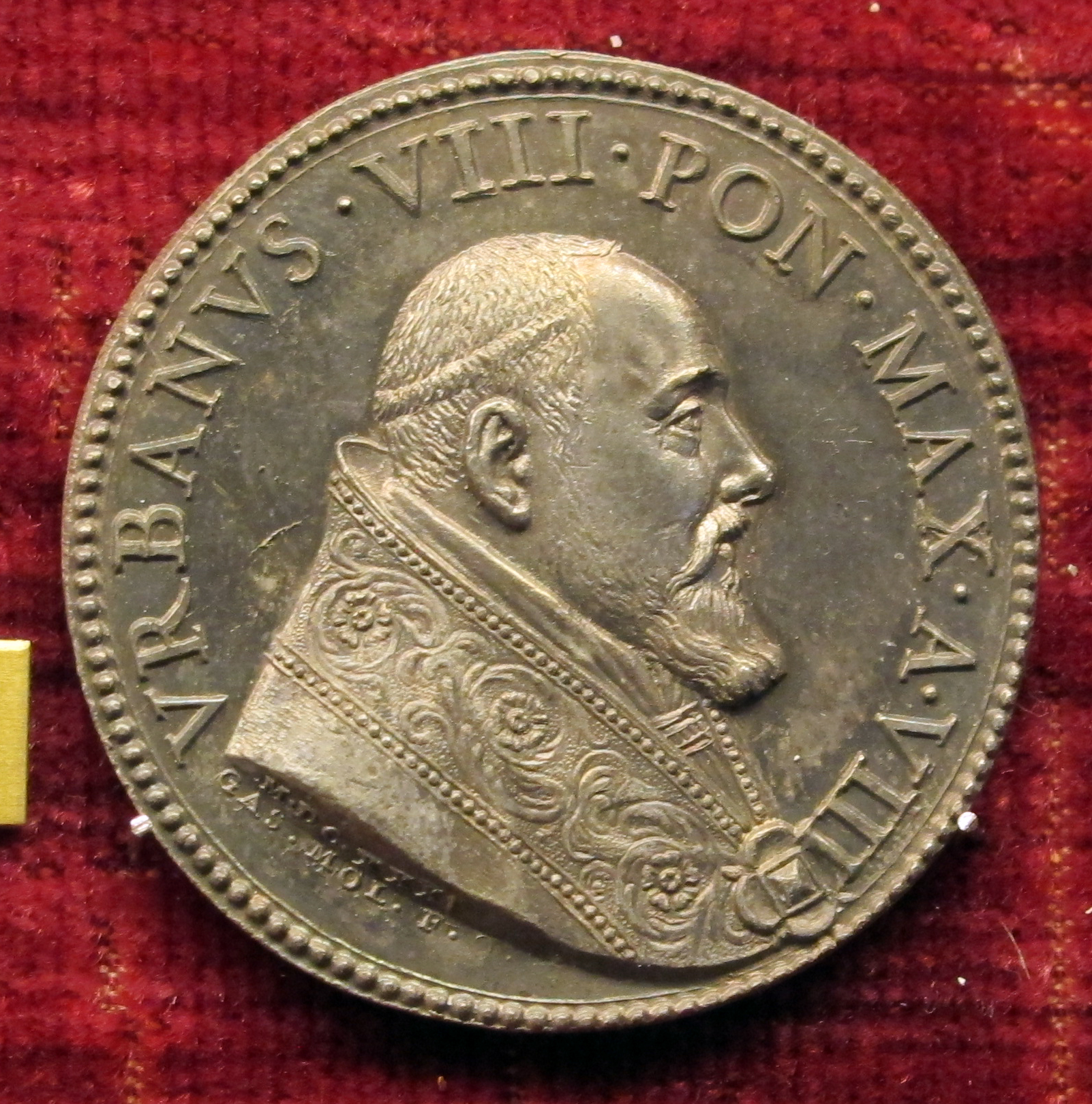
Папа римский Урбан VIII. 1631. Медаль
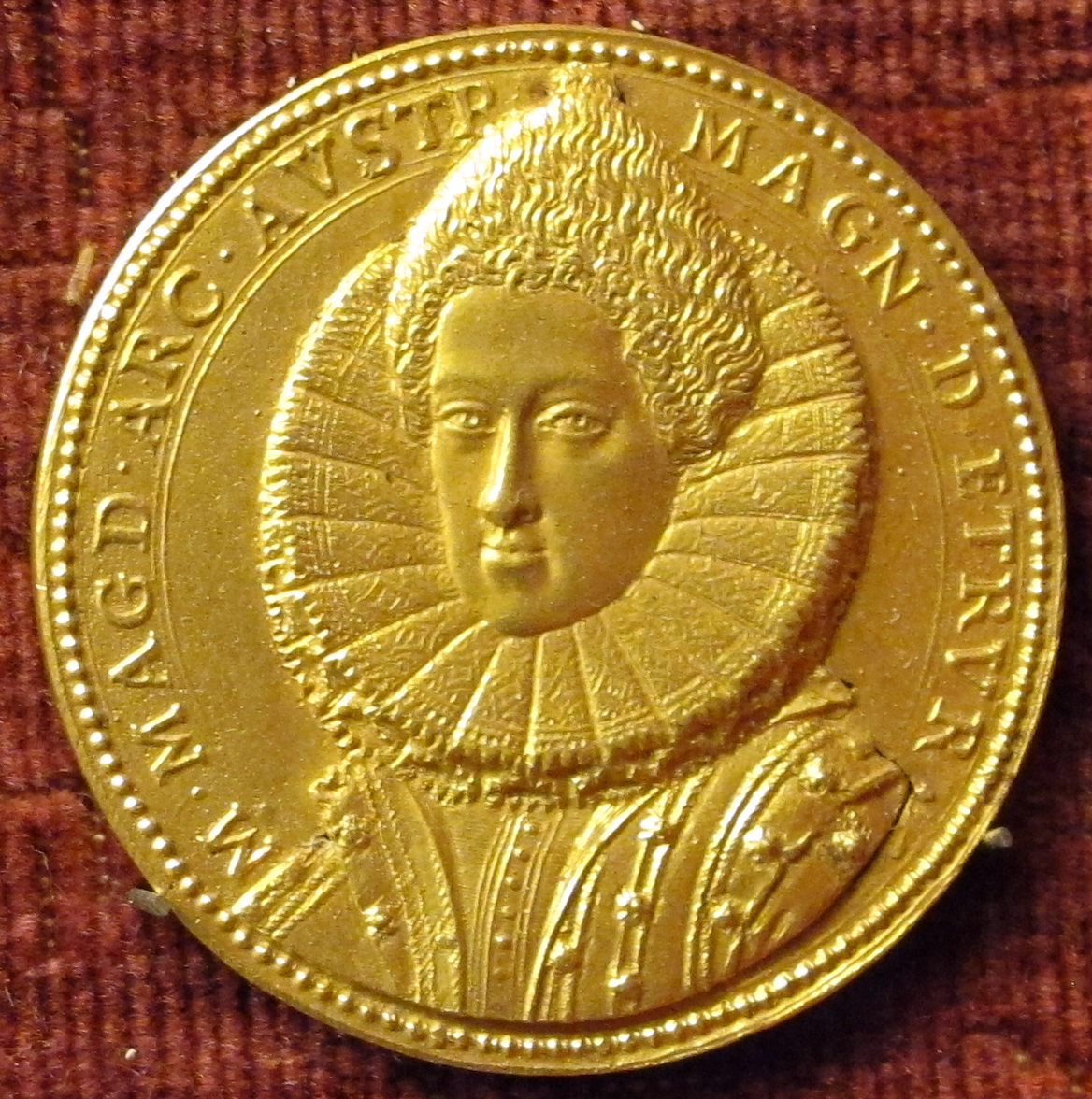
Мария Магдалина Австрийская, супруга Козимо II. Медаль
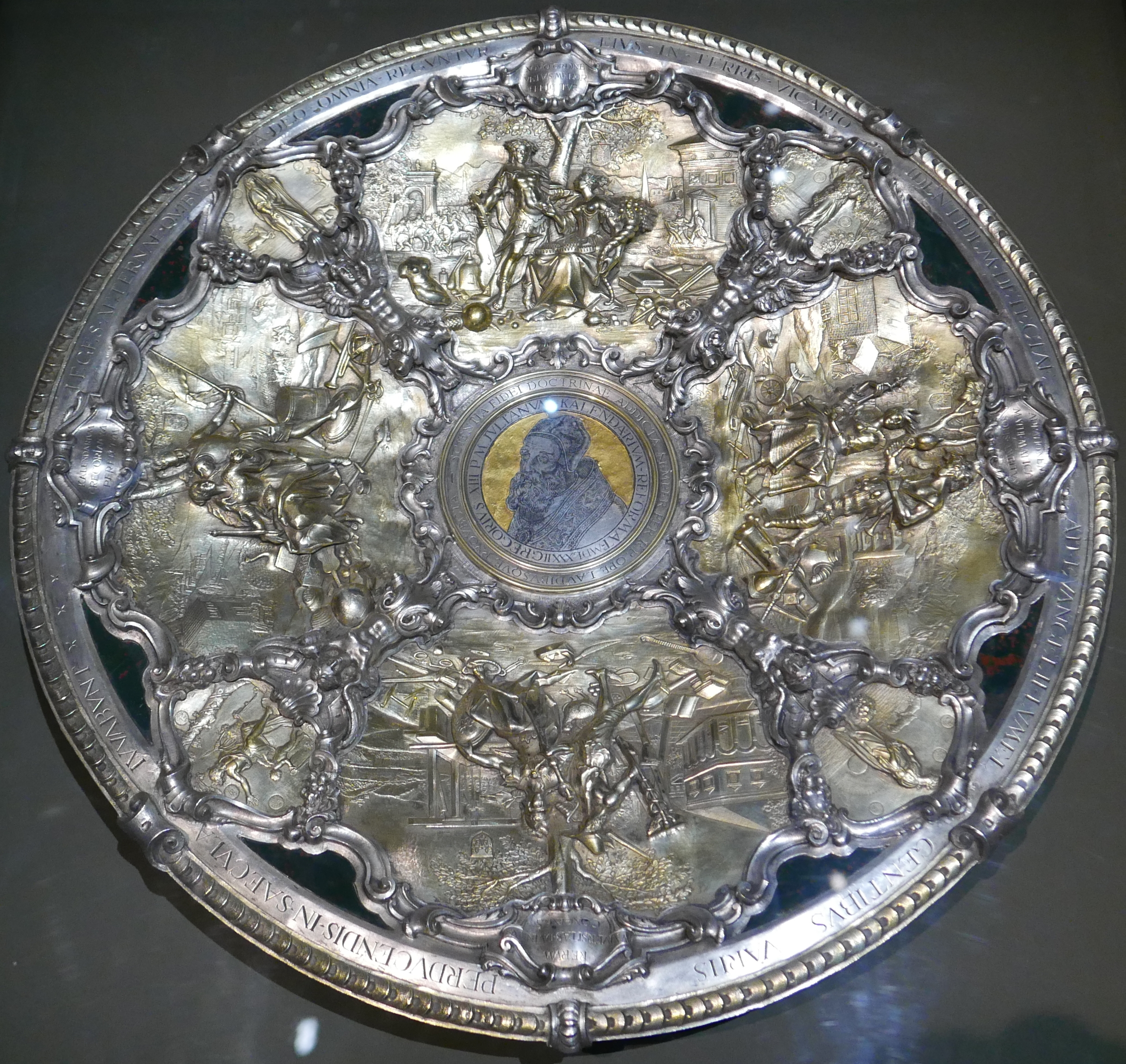
Тарель в память реформы григорианского календаря. Серебро, чеканка, частичное золочение. Частное собрание